# Polinesia Francesa en los Juegos del Pacífico de 2011

Bandera, de Polinesia Francesa

La Polinesia Francesa compitió bajo el nombre de Tahití en los Juegos del Pacífico de 2011 en Numea, Nueva Caledonia, entre el 27 de agosto y el 10 de septiembre de 2011. Al 28 de junio de 2011, Tahití ha incluido 410 competidores.
Polinesia Francesa ganó las primeras medallas de oro de los juegos en las competencias de Va'a (Canotaje).

## Tiro con arco
Polinesia Francesa ha clasificado a 8 deportistas. 
Hombres
- Heiarii Roo
- Stephane Fabisch
- Kevin Chang Chen Chang
- Hauarii Winkelstroeter
- Teiva Winkelstroeter
- Tearii Winkelstroeter

Mujeres
- Daniele Gras
- Temaruata Mousson

## Atletismo
Polinesia Francesa ha calificado a 31 atletas. 
Hombres
- Christian Chee Ayee
- Gregory Bradai
- Teiva Brinkfield
- Frederic Burquier -</img> Los 5000m,</img> Maratón
- Tumutai Dauphin -</img> Lanzamiento de peso
- Matahiarii Faatau
- Robin Hilaire
- Raihau Maiau -</img> Salto largo
- Francky Maraetaata
- Rick Mou
- Ted Peni
- Georges Richmond -</img> Maratón,</img> El 10000m
- Hiti Teaua
- Jean Jacques Tekori
- Simon Thieury -</img> 400 m vallas
- Gilles Valdenaire
- Patrick Viriamu

Mujeres
- Anne Sophie Barle
- Hereiti Bernardino -</img> 3000m carrera de obstáculos
- Heiata Brinkfield -</img> El 1500m
- Sophie Bouchonnet
- Veronique Boyer -</img> Salto triple,</img> Salto de altura
- Gardon Chaumard -</img> Los 5000m
- Dolores Ablavi Dogba -</img> Salto con pértiga
- Terani Kali Faremiro -</img> Salto largo,</img> Salto de altura,</img> Heptatlón
- Sophie Gardon -</img> Maratón,</img> El 10000m
- Timeri Lamorelle
- Astrid Montuclard -</img> 3000m carrera de obstáculos
- Toimata Mooria
- Taiana Mothe
- Teumere Lucie Tepea -</img> Salto con pértiga

## Bádminton
Polinesia Francesa ha calificado a 9 atletas. 
Hombres
- Leo Cucuel
- Remi Rossi
- Rauhiri Goguenheim
- Quentin Rossi
- Jean-Sebastien Bedrune
- Patrick Rossi

Mujeres
- Elisabeth Tehani Giau
- Ingrid Ateni
- Florencia Barrois

## Baloncesto
Polinesia Francesa ha clasificado a un equipo masculino y femenino. Cada equipo puede estar formado por un máximo de 12 atletas
Hombres -</img> Torneo por equipos
- Ariirimarau Meuel
- Eddy Commings
- Haunui Apeang
- Hitirama Tapi
- Larry Teriitemataua
- Maui Tepa
- Michel Audouin
- Rahitiarii Teriierooiterai
- Rehiti Sommers
- Taihia Maitere
- Tavae Teihotu

Mujeres -</img> Torneo por equipos
- Alizze Lefranc
- Ingrid Raita Etaeta
- Lucie Maitere
- Maea Lextreyt
- Marie-Jeanne Ceran-Jerusalemy
- Mehiti Tuheiava
- Capo de Myranda
- Naiki Iorss
- Oceane Lefranc
- Orama Laille
- Tahia Teriierooterai
- Vanina Potiron

## Culturismo
Polinesia Francesa ha clasificado a 18 deportistas. 
Hombres
- Stéphane Matke -</img> -75 kg
- Maurice Tchan -</img> -sesenta y cinco kg
- Gary Colombani
- Alberto Shan
- Poenui Stanley Bruneau
- Anthony Bac -</img> -70 kg
- Emmanuel Buchin -</img> -90 kg
- Yip Tauhiro -</img> -100 kg
- Steeve Wilton Wong Foen
- Teva Michel Brault
- Piheirii Ferdino Terupe
- Stanley Serge Bruneau -</img> -85 kg
- Mataira Teriipaia
- Marere Léonard Coquil

Mujeres
- Anne-Marie Vongue -</img> -55 kg
- Maima Ah Sha
- Avera Pervenche Maihota
- Christina Aeho Lefoc

## Boxeo
Polinesia Francesa ha calificado a 9 atletas. 
Hombres
- Hoani Marescot -</img> -52 kg
- Jauson Marunui Tuihaa -</img> -56 kg
- Karihi Tehei -</img> -60 kg
- Jean-Louis Albertini -</img> -64 kg
- Albert Temaititahio -</img> -69 kg
- Heiarii Mai
- Pura Nena
- Richardet Mahanora -</img> -91 kg
- Heimana Rurua -</img> 91 kg y más

## Canotaje
Polinesia Francesa ha calificado a 27 atletas. 
Hombres
- Manatea Bopp Dupont -</img> V6 500m,</img> V12 500m
- Kevin Ceran Jerusalemy -</img> V6 500m,</img> V6 30 km,</img> V12 500m
- Teva Ebb -</img> V1 15 km,</img> V6 500m,</img> V6 1500m,</img> V6 30 km,</img> V12 500m
- Vetea Toi -</img> V6 500m,</img> V6 30 km,</img> V12 500m
- Tainuiatea Vairaaroa -</img> V6 500m,</img> V6 1500m,</img> V6 30 km,</img> V12 500m
- Hans Heiva Paie Amo -</img> V1 500m,</img> V6 500m,</img> V6 30 km,</img> V12 500m
- Teihotu Dubois -</img> V6 1500m,</img> V6 30 km,</img> V12 500m
- Hiromana Flores -</img> V6 1500m,</img> V12 500m
- Manutea Millon -</img> V6 1500m,</img> V12 500m
- Anathase Ragivaru -</img> V6 1500m,</img> V12 500m
- Taaroa Dubois -</img> V12 500m
- Tuarii Neri -</img> V12 500m

Mujeres
- Hinatea Bernadino -</img> V1 500m,</img> V1 10 km,</img> V6 500m,</img> V6 1500m,</img> V6 20 km,</img> V12 500m
- Jessica Deane -</img> V6 500m,</img> V12 500m
- Puarui Guntaro -</img> V6 500m,</img> V6 1500m,</img> V6 20 km,</img> V12 500m
- Mereani Marakai -</img> V6 500m,</img> V6 1500m,</img> V6 20 km,</img> V12 500m
- Poerava Rooarii -</img> V6 500m,</img> V12 500m
- Sandreane Taputuarai -</img> V6 500m,</img> V6 1500m,</img> V6 20 km
- María Iotua -</img> V6 1500m,</img> V12 500m
- Moevai Lucas -</img> V6 1500m,</img> V6 20 km
- Chantal Bigot -</img> V12 500m
- Martine Fan -</img> V12 500m
- Brenda Maoni -</img> V12 500m
- Tenaturanui Maono -</img> V12 500m
- Virginia Parau -</img> V12 500m
- Poerava Teipoarii -</img> V12 500m
- Shirley Deane -</img> V6 20 km

## Fútbol americano
Polinesia Francesa ha clasificado a un equipo masculino y femenino. Cada equipo puede constar de un máximo de 21 atletas.
Hombres -</img> Torneo por equipos
- Xavier Samin
- Jean-Claude Chang Koei Chang
- Stephane Faatiarau
- Tauraa Marmouyet
- Teheivarii Ludivion
- Donavan Bourebare
- Garry Rochette
- Jonathan Tehau
- Taufa Neuffer
- Teaonui Tehau
- Hiroana Poroiea
- Lorenzo Tahau
- Steevy Chong Hue
- Stanley Atany
- Efraín Araneda
- Temarii Tinorua
- Sebastián Labayen
- Vetea Tepa
- Billy Mataitai
- Mikael Roche
- Gilbert Meriel

Mujeres
- Poroni Turana
- Mariko Izal
- Maruina Tom Sing Vein
- Vaimiti Ioane
- Angela Taiarui
- Ninauea Hioe
- Tihani Tokoragi
- Maima Marmouyet
- Maite Teikiavaitoua
- Mohea Hauata
- Meimiri Alvarez
- Roselyne Tepea
- Patricia Yakeula
- Tiere Apo
- Celine Francois
- Linda Rua
- Poerava Apo
- Tehani Tarano
- Tehina Peterano
- Mataha Faura
- Adriana Frelin

## Golf
Polinesia Francesa ha clasificado a 8 deportistas. 
Hombres
- Hugues Beaucousin -</img> Torneo por equipos
- Mahatua Berniere -</img> Torneo por equipos
- Heimoana Sailhac -</img> Torneo por equipos
- Raimana Tunoa -</img> Torneo por equipos

Mujeres
- Coraline Petras -</img> Torneo por equipos
- Salmón Dina -</img> Torneo por equipos
- Moea Simon -</img> Torneo por equipos
- Vaiana Tehaamatai -</img> Torneo por equipos

## Judo
Polinesia Francesa ha clasificado a 19 deportistas. 
Hombres
- Elden Brinckfield
- Cedric Delanne
- Romain Desfour
- Toanui Lucas
- Laurent Sachet
- Corentin Le Goff
- Jerome Michaud
- Aiurahi Raihauti
- David Chevalier
- Michael Matyn
- Jeremy Picard

Mujeres
- Vaiana Girard
- Laetitia Wuilmet
- Vaiana Firuu
- Jade Teai
- Reia Tauotaha
- Hinatea Camaille
- Naumi Tehei
- Vaihei Vahirua

## Karate
Polinesia Francesa ha clasificado a 6 atletas. 
Hombres
- Mauahiti Teriitehau -</img> Equipo Kumite,</img> -67 kg
- Reiarii Delord -</img> 84 kg y más,</img> Equipo Kumite
- Taearii Flores -</img> Kata individual
- Antoine Samoyeau -</img> Equipo Kumite,</img> -84 kg
- Vehia Delano Putaa -</img> Equipo Kumite,</img> Abierto
- Tuterai Mendelson -</img> Equipo Kumite

## Levantamiento de pesas
Polinesia Francesa ha calificado a 12 atletas. 
Hombres
- Jean Paul Soenarman-Abdallah
- Jules Raphael Maruae
- Yannick Tumata Punuarii
- Andy Faremiro -</img> -120 kg
- Edwin Tamatoa Tauhiro -</img> 120 kg y más
- Roopinia Honoura Brandon

Mujeres
- Augustine Pothier
- Tatiana Yan
- Catarina Richmond
- Moeara Catarina Richmond
- Juanita Cilia Terupe
- Claudine Yu Hing -</img> -53 kg Arrebatar</img> -53 kg Total,</img> -53 kg Clean & Jer

## Rugby 7
Polinesia Francesa ha clasificado a un equipo masculino y femenino. Cada equipo puede estar formado por un máximo de 12 atletas. 
Hombres
- Arnold Temahu
- Taitearii Mahuru
- Tainui Marc Ah-Lo
- Yannick Tetuanui Gooding
- Haley Teuira
- Pan Choun Wong Sung
- Kalani Teriimanihinihi Clark
- Gabriel Tehaameamea
- Olivier Teva Marea
- Hei-Mana Cyril Ah-Min
- Hiroteraiarii Tauhiro
- Jason Hnagere

Mujeres
- Mereana Mou Fat
- Herenui Tehuiotoa
- Hanaley Teuira
- Anais Heimata Temarii
- Isabelle Pito
- Eva Eupea e Pito
- Monique Moeata Tokoragi
- Madeleine Tehaameamea
- Florine Tevero
- Daiana Teuru
- Marthe Tevero
- Eliana Taiti

## Navegación
Polinesia Francesa ha clasificado a 8 deportistas.  
- Jessee Besson -</img> Hombres Laser
- Nicolás Gayet
- Hinanui Veronique
- Isabelle Barbeau
- Jennifer Delattre -</img> Gato Hobie Mixto,</img> Equipo mixto de Hobie Cat
- Teiva Veronique -</img> Gato Hobie Mixto,</img> Equipo mixto de Hobie Cat
- Teva Arnaud Bourdelon -</img> Equipo mixto de Hobie Cat
- Teva Le Calvic -</img> Equipo mixto de Hobie Cat

## Tiroteo
Polinesia Francesa ha clasificado a 4 atletas. 
- Puente de bambú de Moeava -</img> Equipo de puntuación,</img> Equipo de un solo barril
- Gino Mourin -</img> Equipo de Double Barrel,</img> Equipo de puntuación,</img> Equipo de un solo barril,</img> Individual Doble Barril
- Jean-Francois Teiki Nanai -</img> Equipo Double Barrel
- Hiro Pratx -</img> Equipo de Double Barrel,</img> Equipo de puntuación,</img> Equipo de un solo barril

## Surf
Polinesia Francesa ha clasificado a 3 atletas. 
Hombres
- Heifara Tahutini -</img> - Longboard Mixto
- Jocelyn Poulou -</img> - Surf

Mujeres
- Patricia Rossi -</img> Ondina

## Natación
Polinesia Francesa ha clasificado a 4 atletas.
Hombres
- Anthony Clark -</img> Relevos 4 × 100 m estilo libre,</img> Relevos 4 × 200 m estilo libre,</img> Relevo combinado 4 × 100 m
- Hugo Lambert -</img> Relevos 4 × 100 m estilo libre,</img> Relevos 4 × 200 m estilo libre,</img> Relevo combinado de 4 × 100 m,</img> 400 m estilo libre
- Heimanu Sichan -</img> Relevos 4 × 100 m estilo libre,</img> Relevos 4 × 200 m estilo libre,</img> Relevo combinado de 4 × 100 m,</img> 5 km en aguas abiertas</img> 400 m IM
- Ranui Teriipaia -</img> 50 m braza</img> 100 m braza,</img> Relevos 4 × 100 m estilo libre,</img> Relevos 4 × 200 m estilo libre,</img> Relevo combinado de 4 × 100 m,</img> 200 m braza,

## Tenis de mesa
Polinesia Francesa ha calificado a 10 atletas. 
Hombres
- Ocean Belrose -</img> Torneo Doble Mixto,</img> Torneo por equipos,</img> Torneo doble
- Tinihau-O-Terai Klouman -</img> Torneo por equipos,</img> Torneo único,</img> Torneo doble
- Alize Belrose -</img> Torneo único,</img> Torneo por equipos
- Yoan Lossing -</img> Torneo por equipos
- Kenji Hotan -</img> Torneo por equipos

Mujeres
- Turikirau Thunot -</img> Torneo por equipos,</img> Torneo doble
- Brenda Lui -</img> Torneo por equipos
- Melveen Richmond -</img> Torneo Doble Mixto,</img> Torneo por equipos,</img> Torneo doble
- Tina Mii -</img> Torneo por equipos
- Alize Gaumet -</img> Torneo por equipos

## Taekwondo
Polinesia Francesa ha calificado a 16 atletas. 
Hombres
- Francois Mu -</img> -54 kg,</img> Torneo por equipos
- Hermanos Paraita -</img> -63 kg
- Kuaoleni Mercier -</img> -74 kg
- Levan Tiaoa -</img> Torneo por equipos
- Tutetoa Tchong -</img> -58 kg
- Raihau Chin -</img> -68 kg,</img> Torneo por equipos
- Reynald Chan -</img> -80 kg,</img> Torneo por equipos
- Hamanatua Mu -</img> 87 kg y más

Mujeres
- Audrey Vognin -</img> -53 kg
- Raihau Tuaotaha -</img> -62 kg
- Amaiterai Tetuanui
- Chaveta Sangue -</img> -49 kg
- Yasmina Feuti -</img> -57 kg
- Averii Gatien -</img> -67 kg
- Anne-Caroline Graffe -</img> 73 kg y más
- Poenaki Roche

## Tenis
Polinesia Francesa ha clasificado a 8 deportistas. 
Hombres
- Patrice Cotti
- Raiarii Yan
- Bruno Laitame
- Landry Lee-Tham
- Adrien Lee Tham Prevost

Mujeres
- Ravahere Rauzy
- Catherine Yan
- Estelle Tehau

## Triatlón
Polinesia Francesa ha calificado a 5 atletas. 
Hombres
- Alexandre Delattre -</img> Sprint por equipos mixtos
- Romain Lambert -</img> Sprint por equipos mixtos,</img> pique
- Benjamin Zorgnotti

Mujeres
- Manuella Heitz -</img> Pique,</img> Sprint por equipos mixtos
- Jessica Levaux -</img> pique

## Vóleibol

### Voleibol de playa
Polinesia Francesa ha clasificado a un equipo masculino y femenino. Cada equipo puede constar de un máximo de 2 miembros. 
Hombres -</img> Torneo por equipos
- Dino Tauraa
- Vatea Tauraa

Mujeres -</img> Torneo por equipos
- Kahaialanie Layana Tauraa
- Ramata Temarii

### Voleibol de interior
Polinesia Francesa ha clasificado a un equipo masculino y femenino. Cada equipo puede constar de un máximo de 12 miembros. 
Hombres -</img> Torneo por equipos
- Wilson Tuitete Bonno
- Vaianuu Mare
- Thierry Tearikinui Fauura
- Terii Steve Tauraa
- Marc Vaki
- Eric Kalsbeek
- Donavan Tahema Teavae
- Benjamín Leprado
- Edouard Mare
- Mauri Maono
- Davidson Rupea
- Jean-Yves Vaki

Mujeres -</img> Torneo por equipos
- Louisa Lokelani Vero
- Valeria Paofai Epse Vaki
- Matirita Stephanie Moua
- Yvette Vaea Paofai
- Moetu Temaui
- Gilda Mainanui Tavaearii
- Mathilda Teumere Paofai
- Rachele Hamau
- Teapua Zinguerlet
- Maimiti Patricia Mare
- Onyx Le Bihan
- Raurea Temarii